# Baktalórántháza
Baktalórántháza je město v župě Szabolcs-Szatmár-Bereg na východě Maďarska. Město pokrývá území o rozloze 35,25 km² a podle údajů z roku 2015 zde žije 3 918 obyvatel.

## Historie
Město bylo osídleno v pozdní Době měděné. První písemné dokumenty, ve kterých je město zmíněno, pocházejí z roku 1271, kdy město neslo název Bakta. Baktský hrad byl postavený v letech 1618 až 1638 Grafem Laszlem Barkoczym. Hrad často navštěvoval kníže František II. Rákóczi.

## Partnerská města
- Łańcut, Polsko